# Bugia/Che dolore
Bugia/Che dolore è un singolo di  Nada pubblicato dalla RCA Italiana nel 1970.
Il lato A del disco ha partecipato al Festivalbar 1970 ed è contenuta nell'album Io l'ho fatto per amore del 1970.

## Tracce
Lato A
1. Bugia (testo di Franco Migliacci e Roberto Righini; musica di Piero Pintucci, Roberto Righini ed Alberto Lucarelli)

Lato B
1. Che dolore (testo e musica di Franco Migliacci)